# Камал ол-Молк
Камал ол-Молк (на персийски: کمال‌الملک), псевдоним на Мохамад Гафари, е ирански художник.
Той е роден през 1847 година в Кашан в семейството на художник. Започва да рисува от ранна възраст и след като завършва първоначалното си образование заминава за Техеран, където три години учи в художествено училище. Той привлича вниманието на владетеля Насреддин шах и се налага като един от водещите художници в столицата. След смъртта на Насреддин шах изпада в немилост пред новите власти и прекарва известно време в Европа и в Ирак, като се връща в Иран след началото на Конституционната революция от 1905 година, която активно подкрепя. През следващите години той създава собствено художествено училище, което оказва значително влияние върху развитието на изкуството в Иран.
Камал ол-Молк умира на 18 август 1940 година в Нишапур.